# Richard Wellesley, 1.º Marquês Wellesley
Richard Colley Wesley (posteriormente Wellesley), Marquês Wellesley KG KP PC (20 de junho de 1760 - 26 de setembro de 1842), foi o primeiro filho de Garret Wesley, 1.º Conde de Mornington, da Nobreza da Irlanda, e irmão de Arthur Wellesley, 1.º Duque de Wellington. Ele foi o primeiro nomeado como governador-geral da Índia britânica entre 1798 e 1805 e mais tarde serviu como ministro das Relações Exteriores no gabinete britânico e como Lorde Tenente da Irlanda.

## Biografia

### Educação e primeiros anos na política
Nativo do Castelo de Dangan, no Condado de Meath (Irlanda) foi educado em Eton College e em Christ Church da Universidade de Oxford. Na morte de seu pai em 1781 tornou-se o 2.º Conde de Mornington, ocupando seu assento na Câmara dos Lordes da Irlanda. Em 1784 entrou na Câmara dos Comuns do Parlamento Britânico. Pouco depois foi nomeado Lorde do Tesouro por William Pitt, o Novo. Em 1793 tornou-se membro da Junta de Controle sobre assuntos da Índia e, ainda que fosse conhecido por seus discursos na defesa da política exterior de Pitt, foi ganhando conhecimento dos assuntos da região, o que o ajudou a partir de 1797, quando aceitou o cargo de Governador-Geral da Índia.

### Trabalho na Índia
Depois da perda de suas colônias na América do Norte, a política de Lord Mornington se encaminhou para a criação de um grande império na Índia. A rivalidade existente com a França, com quem mantinha uma contínua luta pela hegemonia na Europa, fez que o mandato de Mornington se caracterizasse por uma enorme e rápida expansão do poder britânico. Robert Clive e Warren Hastings conseguiram conquistar e consolidar a hegemonia britânica na Índia, mas Mornington conseguiu estendê-la até o nível de um império. Durante sua viagem até a Índia, desenhou um plano para aniquilar a influência francesa no Decão.
Pouco depois de sua chegada, em abril de 1798, teve notícias de uma aliança negociada entre o Sultão Fateh Ali Tipu e a República Francesa. Mornington decidiu antecipar-se aos movimentos de seus inimigos e ordenou a preparação para a guerra. Seu primeiro passo foi provocar a debandada das tropas francesas organizadas pelo Nizam de Hyderabad.
Na continuação, seguiu com a invasão de Mysore em fevereiro de 1799 e finalmente a conquista de Seringapatam em 4 de maio de 1799 e a morte do Sultão Tippu. Em 1803, a restauração dos Peshwa foram o prelúdio para a Segunda Guerra Anglo-Marata contra os Sind e o raja de Berar, na qual seu irmão Arthur teve um importante papel. Como resultado dessa guerra e dos tratados firmados ao seu final, a França perdeu toda sua influência na Índia, passando todos seus domínios para mãos britânicas e os poderes dos Marata e todos os príncipes se viram reduzidos até ficar sob a autoridade dominante britânica.
Foi um grande administrador e teve dois de seus irmãos como ajudantes: Arthur foi seu conselheiro militar e Henry foi seu secretário pessoal. Fundou Forte William, um centro destinado às tarefas de governo do território, criando o escritório do Governador Geral. Também tentou retirar algumas das restrições ao comércio existentes entre Inglaterra e a Índia. Essas medidas não agradaram a junta de diretores da Companhia e o obrigaram a demitir do seu cargo no outono de 1805.
Em 1799 tinha sido nomeado Marquês Wellesley.

### Guerras Napoleônicas
Com a queda da coalizão governamental em 1807 Wellesley foi convidado pelo Rei Jorge III a unir-se ao gabinete de Duque de Portland, mas declinou do convite devido à polêmica existente nesses momentos no Parlamento com respeito a sua administração na Índia. Tanto a Câmara dos Comuns como a dos Lordes estavam estudando nessa época resoluções o acusando de abuso de poder, mas todas foram derrotadas por ampla maioria.
Em 1809 Wellesley foi nomeado embaixador na Espanha. Chegou a Cádiz justo depois da Batalha de Talavera e tentou sem êxito estabelecer uma cooperação entre o governo britânico e seu irmão, que foi obrigado a retirar-se a Portugal. Poucos meses mais tarde, depois do duelo entre George Canning e Robert Stewart e a renúncia de ambos, Wellesley aceitou o cargo de Secretário de Estado de Assuntos Exteriores no gabinete de Spencer Perceval.
Ocupou esse cargo até fevereiro de 1812, quando se retirou, em parte pelo inadequado apoio outorgado a Wellington pelo ministro, mas também por sua convicção de que a questão da Emancipação Católica não poderia ser mantida em segundo plano.

### Irlanda e seus últimos anos
Em 1821 foi nomeado Lorde Tenente da Irlanda, ou máximo representante da Coroa Britânica em terras irlandesas. Esteve no cargo até 1828 e voltou a ocupá-lo entre 1833 e 1835.
Com a sua morte em 1842, não tinha sucessor no Marquesado, passando o resto de títulos a seu irmão William, Lord Maryborough.
Wellesley viveu durante muitos anos junto a Hyacinthe-Gabrielle Roland, uma atriz do Palais Royal. Casaram-se em 29 de novembro de 1794], quando já tinham cinco filhos:
- Richard Wellesley (1787–1831)
- Anne Wellesley (1788–1875)
- Hyacinthe Mary Wellesley (1789–1849)
- Gerald Wellesley (1792–1833)
- O Rev. Henry Wellesley (1794–1866)

Depois da morte de sua mulher em 1816, Wellesley voltou a se casar em 29 de outubro de 1825 com a viúva Marianne (Caton) Patterson, com quem não teve filhos.
Wellesley é um dos ascendentes da Rainha Isabel II.